# 减速器

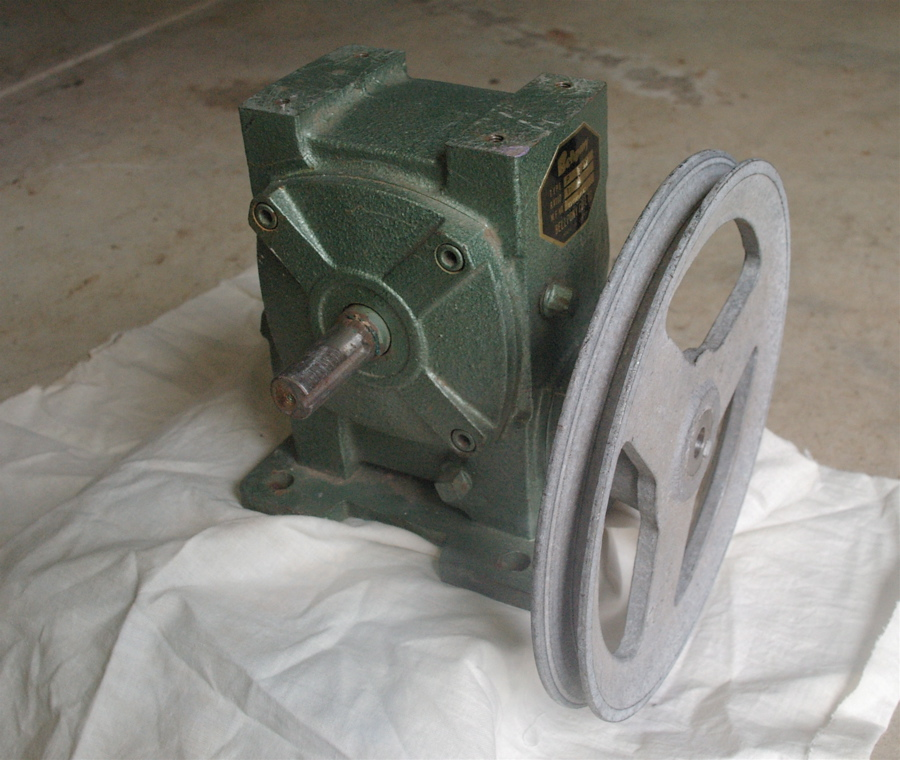
减速机

减速器是原动机和工作机之间独立的闭式传动装置，用来降低转速和增大转矩以满足各种工作机械的需要。

## 分类
按传动和结构特点划分，減速器種類有齒輪減速器（Gear reducer）、蜗杆減速器（Worm wheel reducer）、蜗杆齿轮减速器及齿轮-蜗杆减速器、行星齿轮減速器(Planetary gears)、摆线针轮减速器（Cycloid reducer）和谐波齿轮减速器(Harmonic drive)等。

## 影響減速器性能之因素
減速器的表現，在正常運作之下，影響減速機性能之因素，包括了其減速機製作材料、減速機內部設計、運作速度、運作時間等，機具使用環境、以及平常機具保養維護，都是影響減速機表現品質的眾多考慮之一。
其包括的因素有：
1. 設計係數 Service Factor
2. 馬達輸入轉速 Input Speed
3. 齒輪材料選擇 Gear Material
4. 齒輪加工/安裝誤差 
5. 減速機潤滑油(脂)之選擇
6. 減速機保養頻率
7. 減速機運作環境恆溫
8. 減速機運作時數
9. 減速機負荷係數

## 另見
- 變速器